# Storia del Comecon

## Storia

### Fondazione
Tra il 5 e l'8 gennaio 1949 a Mosca, su iniziativa dell'Unione Sovietica e della Repubblica Popolare di Romania, fu convocata una riunione economica a porte chiuse tra i rappresentanti dei governi di Albania, Bulgaria, Ungheria, Polonia, Romania, URSS e Cecoslovacchia, che decisero di istituire un Consiglio di mutua assistenza economica, progettato per aiutare a stabilire legami economici tra l'Unione Sovietica e i Paesi socialisti. Il protocollo sulla creazione del Comecon fu firmato a Mosca il 18 gennaio 1949, ed il comunicato dell'evento citava il rifiuto da parte dei paesi firmatari di "subordinarsi all'imposizione del piano Marshall" e la loro intenzione di resistere al boicottaggio commerciale imposto da "Stati Uniti, Gran Bretagna e altre certe nazioni dell'Europa occidentale", ritenuti come i fattori più importanti che avevano contribuito alla decisione di "organizzare una cooperazione economica più ampia tra i paesi della democrazia popolare e dell'URSS."
Nel febbraio del 1949 l'Albania entrò ufficialmente nel Comecon, seguita dalla Repubblica Democratica Tedesca nel 1950.
Le ragioni precise della costituzione del Comecon dopo la seconda guerra mondiale erano piuttosto complesse, data l'agitazione politica ed economica del periodo. Tuttavia, i desideri di Iosif Stalin di rinforzare la dominazione sovietica sui piccoli stati dell'Europa orientale e di persuadere alcuni stati che avevano espresso interesse nei confronti del piano Marshall furono dei fattori primari per la nascita del Comecon. Lo scopo dichiarato dell'organizzazione era quello di permettere agli stati membri "lo scambio di esperienze economiche, di estendere l'aiuto tecnico reciproco, e di rendere un'assistenza mutuale con rispetto delle materie prime, macchine, equipaggiamenti, ecc."
Durante i primi anni di vita, l'organizzazione non possedeva una struttura chiara e operava senza uno statuto o una carta fino a dopo dieci anni dalla fondazione. Queste disposizioni libere rifletterono gli obiettivi limitati del Comecon in confronto a quelli del piano Marshall (anch'esso governato da una struttura poco rigorosa), al quale l'organizzazione comunista serviva come risposta.
Dal 1949 al 1953, le funzioni del Comecon consistettero principalmente nel reindirizzare il commercio dei paesi membri verso ciascuno di essi e di introdurre industrie per la sostituzione delle importazioni, rendendo i membri ancora più autosufficienti dal punto di vista economico. Fu fatto poco invece per risolvere i problemi economici attraverso una politica regionale. Questo fu un periodo, inoltre, dove i paesi membri erano preoccupati per i loro primi piani quinquennali elaborati in base al modello sovietico. Nella precipitosa corsa alle parallele strategie di industrializzazione, i governi dell'Europa orientale si concentrarono soprattutto verso la propria situazione interna. A causa della sfiducia di Stalin nei confronti degli organi multilaterali, i legami bilaterali con l'Unione Sovietica dominarono velocemente le relazioni estere dei membri dell'Europa orientale. Ciascun paese stringeva accordi con l'URSS in un rapporto di parità tramite consultazioni dirette con Mosca attraverso delle missioni sovietiche locali. Sebbene le riparazioni di guerra (richieste dall'Unione Sovietica alla Bulgaria, Romania, Ungheria e all'ex Repubblica Slovacca, paesi che durante la seconda guerra mondiale erano alleate con le potenze dell'Asse) fossero state sostituite con delle più consuete relazioni commerciali, i debiti di guerra stabiliti dai trattati di Parigi del 1947 non furono annullati prima del 1956. In queste circostanze, vi era assolutamente bisogno di politiche o istituzioni multilaterali.
Dopo la morte di Stalin nel 1953, tuttavia, nuovi leader e nuove idee emersero nei paesi del Comecon: gli stati più industrializzati e più dipendenti dal commercio del blocco orientale (Cecoslovacchia, Repubblica Democratica Tedesca e Polonia) riconobbero in seguito la necessità di adattare il modello autarchico sovietico alle proprie esigenze. Inoltre, nuovi approcci al commercio estero si fecero avanti durante le discussioni sulle riforme economiche: dato l'isolamento rispetto al resto del mondo e il predominio del commercio interblocco nelle loro relazioni estere, l'interesse in questi paesi si incentrò inevitabilmente su nuove forme di cooperazione regionale. Per le piccole economie pianificate ciò significò il bisogno di sviluppare un meccanismo attraverso il quale coordinare gli investimenti e le politiche commerciali.
L'instabilità nell'Europa orientale e l'integrazione nell'Europa occidentale aumentò la desiderabilità di regolarizzare le relazioni interblocco in una struttura più elaborata e istituzionale. Il Patto di Varsavia del 1955 e la sua implementazione rinforzarono i collegamenti politico-militari mentre sul fronte economico vi fu la riscoperta del Comecon. L'esempio dei Trattati di Roma del 1957 che istituirono la CEE e l'Euratom, diede l'impeto e la direzione alla rinascita del progetto Comecon.
Verso la fine degli anni cinquanta, paesi socialisti come la Cina, la Corea del Nord, la Repubblica Popolare Mongola, il Vietnam del Nord e la Jugoslavia, furono invitati all'interno del Comecon.

### Anni sessanta
Intorno al 1960, la leadership sovietica cercò di rendere il Comecon una sorta di alternativa socialista alla Comunità economica europea e al mercato europeo comune. L'area prioritaria del Comecon era determinata dalla cooperazione economica, scientifica e tecnica degli Stati, che comprendeva lo sviluppo del commercio reciproco, lo scambio di esperienze economiche, la fornitura di assistenza reciproca con materie prime, alimenti, attrezzature, macchinari e altri beni. Inoltre, furono sviluppati standard e norme uniformi valide per i paesi partecipanti. Il quartier generale si trovava nella via Petrovka 14 a Mosca, spostato nel 1969 nella Nuova Arbat.
Nel 1961 la Cina e l'Albania interruppero la propria partecipazione alle sessioni del Comecon a seguito della crisi sino-sovietica, mentre nel 1962 entrò la Mongolia e la Jugoslavia optò per uno status di nazione associata, concesso successivamente tramite un accordo nel 1964.
L'organizzazione prendeva decisioni e forniva raccomandazioni su varie questioni economiche, scientifiche e tecniche; tuttavia, queste decisioni non erano legalmente vincolanti e venivano adottate solo con il consenso dei paesi membri interessati e non si applicavano ai paesi che si dichiaravano disinteressati alla questione trattata. Le attività del Comecon hanno avuto un certo numero di importanti risultati positivi: negli Stati membri sono state sviluppate le industrie, l'edilizia e la cooperazione tecnico-scientifica. Il Comecon promise l'integrazione dei sistemi economici dei Paesi partecipanti e la condivisione dei loro progressi nello sviluppo economico e tecnologico. Attraverso il Comecon venivano coordinati gli scambi di compensazione tra gli Stati membri (prevalentemente tramite il baratto) nonché la pianificazione di ciascuna economia nazionale.
Gli anni dal 1956 al 1963 videro una rapida crescita delle attività e delle istituzioni del Comecon, in particolare dopo l'attuazione della Carta del 1959. Il Comecon lanciò per esempio un programma per unificare i sistemi delle reti elettriche dei suoi stati membri e nel 1962 creò una commissione per gestire il sistema unificato. L'organizzazione fece dei passi simili per coordinare il trasporto su rotaia e su fiume. Nel 1963 fu creata la Banca internazionale per la cooperazione economica per facilitare gli accordi finanziari tra gli stati membri, promuovere lo sviluppo del commercio estero del Comecon, estendere la cooperazione internazionale ed attuare pagamenti multilaterali in rubli trasferibili.
In questo periodo, il Comecon intraprese anche una serie di piani d'investimento bilaterali e multilaterali, tra cui quello più famoso portò alla costruzione coordinata dell'Oleodotto dell'Amicizia per il trasporto e la distribuzione del petrolio greggio dall'Unione Sovietica all'Europa orientale. L'Istituto per la ricerca nucleare, fondato nel 1956, incominciò la cooperazione in un'altra area con un'importanza a lungo termine.
Parallelamente a questi sviluppi, l'URSS guidava gli sforzi per coordinare le strategie d'investimento dei membri nell'interesse di un modello più razionale di specializzazione regionale, aumento della produttività e un rapido sorpasso delle economie capitaliste. Questi sforzi culminarono nel 1962 con l'adozione, alla XV Sessione del Consiglio, dei Principi base della divisione socialista internazionale del lavoro. Sebbene questi principi di specializzazione fossero generalmente favoriti dai paesi più industrializzati, i paesi meno sviluppati dell'Europa orientale temettero che tale specializzazione avrebbe portato a una concentrazione dell'industria nei centri già stabiliti e che avrebbe poi ostacolato i loro propri piani ambiziosi di industrializzazione. Oltretutto, la maggior interdipendenza economica auspicata dai Principi base ebbe inevitabili connotazioni politiche. Questi ultimi furono rinforzati nel 1962 da articoli e discorsi del leader del PCUS Nikita Chruščëv che proposero un organo di pianificazione centrale per il Comecon in modo da poter applicare i Principi base e salvaguardare l'evoluzione di un "Commonwealth socialista" basato su un'economia regionale unificata.
Queste proposte provocarono una forte e aperta reazione della Romania nell'ambito dell'uguaglianza sovrana dei membri, come rigorosamente articolato nella Dichiarazione del Comitato centrale rumeno dell'aprile 1964. L'opposizione della Romania (combinata con la resistenza passiva di altri membri) seguì in una pianificazione anticipata sovranazionale e in un rinforzo delle condizioni d'interesse del partito presenti nella Carta. Il compromesso istituzionale fu la creazione di un Ufficio per la pianificazione integrata, legato al Comitato esecutivo e limitato a un ruolo consultivo sulla coordinazione della pianificazione economica dei membri. I Principi basilari furono sostituiti molti anni dopo dal Piano comprensivo.
Nel 1964, entrò in funzione un nuovo sistema di pagamenti multilaterali tra i Paesi del Comecon ed i calcoli venivano effettuati dalla Banca internazionale per la cooperazione economica. Il 1 gennaio 1970 fu istituita a Budapest la Banca internazionale per gli investimenti per fornire prestiti a lungo e medio termine per le attività connesse all'attuazione del programma complessivo per l'ulteriore approfondimento e miglioramento della cooperazione e dello sviluppo economico socialista nel Comecon.
Dopo le dimissioni di Chruščëv nel 1964, la nuova leadership sovietica si preoccupò maggiormente delle questioni interne, e i paesi dell'Europa orientale furono anch'essi occupati in progetti di riforme economiche. Vi fu quindi un momento di pausa per il Comecon che durò fin dopo l'intervento sovietico in Cecoslovacchia del 1968. Verso la fine degli anni sessanta, l'Europa dell'est si ritrovò scossa dagli eventi del 1968 e vi era la necessità ovvia di rivitalizzare i programmi che avrebbero rafforzato la coesione regionale.
Alla fine degli anni sessanta, la questione su come procedere con i piani per l'integrazione economica ricevettero discussioni considerevoli nelle riviste specializzate e negli incontri internazionali con gli esperti. Disillusi dagli strumenti tradizionali e concentrati sul bisogno di decentralizzare la pianificazione e la gestione nelle loro economie nazionali, i riformatori discussero su un rafforzamento delle relazioni commerciali tra gli stati del Comecon. I conservatori continuarono ad accentuare l'importanza degli approcci pianificati, ma se portati a un estremo logico, avrebbero portato a una pianificazione sovranazionale sui principali aspetti delle economie dei membri e la perdita inevitabile dell'autonomia nazionale sulle politiche interne d'investimento. Il vecchio conflitto tra gli approcci pianificati alla specializzazione regionale e i principi di uguaglianza sovrana non poterono esser evitati in ogni discussione del meccanismo per la futura cooperazione.

### Anni settanta

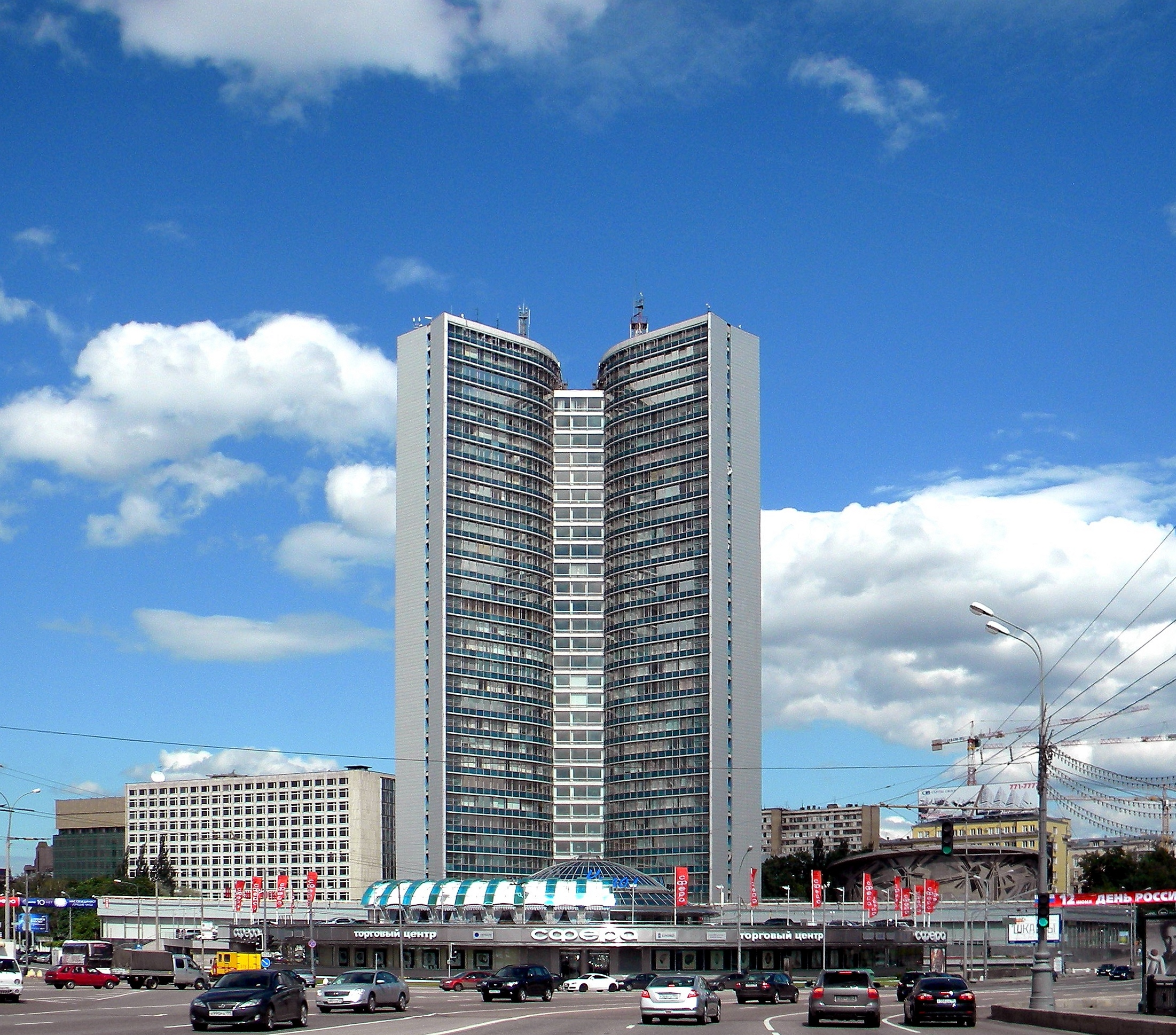
L'ex edificio del Comecon a Mosca.

Nel 1970, fu istituita una seconda banca del Comecon, la Banca internazionale d'investimento, per fornire un meccanismo per il finanziamento congiunto di tali progetti, mentre tra il 1972 e il 1974 furono create le agenzie Interelektro, Interatomenergo, Intertekstil’maš, Interchimvolokno e Interatominstrument. Nel 1972, Cuba entrò a far parte del Comecon.
Tuttavia, i problemi interni al Comecon richiesero un cambiamento nelle sue attività e negli anni settanta, l'organizzazione divenne più presente nell'economia dei paesi socialisti. Nel 1971 fu adottato il "Programma comprensivo di integrazione economica socialista" (in russo Комплексная программа социалистической экономической интеграции?, Kompleksnaja programma socialističeskoj ekonomičeskoj integracii), con lo scopo di sviluppare le principali forme di integrazione economica: cooperazione e specializzazione industriale, cooperazione tecnico-scientifica, coordinamento dei piani di sviluppo economico, attività di investimento congiunte. 
Il Programma incorporava elementi sia di mercato sia di pianificazione. Seguendo l'approccio di mercato, si cercò di rafforzare il ruolo del denaro, dei prezzi e dei tassi di cambio nelle relazioni intra-Comecon e di incoraggiare i contatti diretti tra le entità economiche di livello inferiore nei paesi membri. Allo stesso tempo, veniva richiesta una pianificazione più congiunta su una base settoriale attraverso organi interstatali che avrebbero coordinato le attività dei membri in un dato settore. Furono previsti anche nuovi organismi sotto forma di associazioni internazionali che avrebbero dovuto impegnarsi in operazioni concrete in un determinato settore per conto dei paesi membri. Infine, il Programma comprensivo sottolineò la necessità di realizzare progetti multilaterali per lo sviluppo di nuove fonti regionali di combustibili, energia e materie prime. Tali progetti dovevano essere pianificati, finanziati ed eseguiti in maniera congiunta.
Il Programma comprensivo introdusse un nuovo concetto nelle relazioni tra i membri: "l'integrazione socialista economica". La Sezione I, paragrafo 2 del Programma faceva riferimento alla necessità di "intensificare e migliorare" la cooperazione tra i membri e di "sviluppare l'integrazione economica socialista". Questa frase, da allora divenuta uno standard, implicava che quest'ultimo era un nuovo e più alto livello di interazione, "un processo della divisione socialista internazionale del lavoro, l'avvicinamento delle economie [degli stati membri] e la formazione di moderne e altamente efficaci strutture economiche nazionali". Il Programma comprensivo non menzionò l'idea di una fusione finale delle economie dei membri, contenuta inizialmente nei Principi basilari del 1962, ma stabilì infatti dei limiti al processo di integrazione: "L'integrazione economica socialista è completamente volontaria e non implica la creazione di organismi sovranazionali".
Il termine "integrazione" era stato precedentemente utilizzato per designare le attività delle organizzazioni regionali occidentali come la Comunità economica europea. Il suo nuovo utilizzo nel Programma comprensivo insinuava la parità di status tra il Comecon e la CEE. In seguito a delle successive modifiche della sua Carta, la competenza del Comecon nel trattare con altre organizzazioni internazionali e con paesi terzi per conto dei suoi membri fu resa più chiara. Il Comecon cercò di attirare la partecipazione dei Paesi in via di sviluppo nelle sue attività. Il linguaggio del Programma comprensivo può essere quindi considerato anche come un tentativo di rivitalizzare l'immagine del Comecon al fine di associare a essa un'alternativa interessante alla CEE.
I membri del Comecon adottarono il Programma comprensivo in un momento in cui erano attivi nello sviluppo delle relazioni economiche con il resto del mondo, specialmente con le economie occidentali industrializzate. Il Programma comprensivo considerò i due tipi di politiche (mercato e pianificazione) come complementari e affermò che "poiché la divisione socialista internazionale del lavoro viene effettuata tenendo conto della divisione mondiale del lavoro, i paesi membri del Comecon potranno continuare a sviluppare legami economici, scientifici e tecnologici con altri paesi, indipendentemente dal loro sistema sociale e politico".
Negli anni successivi all'adozione del Programma comprensivo, il Comecon fece alcuni progressi verso il rafforzamento delle relazioni di mercato tra i suoi membri. Gli obiettivi del Programma si dimostrarono in qualche modo incoerenti con le tendenze predominanti nelle economie dei paesi membri negli anni settanta, un periodo di riorganizzazione - piuttosto che decentramento - dei sistemi nazionali di pianificazione e gestione. La principale eccezione a questa mancanza di progresso risiede nel settore dei prezzi e dei pagamenti intra-Comecon, dove l'espansione delle relazioni con l'Occidente contribuirono all'adozione di prezzi e di accordi extra-piano più vicini alle norme internazionali. I risultati del Programma comprensivo sono rientrati nella categoria degli approcci pianificati, in particolare nel settore dei progetti di sviluppo delle risorse comuni. Nel 1973 il Comecon decise di elaborare un piano generale per includere queste misure. Un certo numero di progetti formulati negli anni immediatamente successivi all'adozione del Programma comprensivo furono poi riuniti in un documento firmato nel 1975 alla XXVI sessione del Consiglio. Il progetto, intitolato "Piano convenuto per misure di integrazione multilaterale", riguardava il periodo del piano quinquennale compreso tra il 1976 e il 1980 ed è stato proclamato come il primo piano generale per le economie del Comecon. I progetti comuni inclusi nel piano furono completati in gran parte durante il periodo del piano.
La crisi energetica del 1973, che si manifestò con l'aumento dei prezzi del petrolio in seguito alla guerra del Kippur, ebbe una grande influenza sullo sviluppo dei paesi socialisti. I paesi occidentali, cercando di indebolire la loro dipendenza dalle importazioni di materie prime e combustibili, cercarono prontamente di ricostruire e migliorare le loro strutture economiche nazionali introducendo nuove tecnologie, ma le riserve petrolifere e di gas dell'URSS, oltre al sistema di prezzi nel commercio reciproco, privarono i Paesi del Comecon di qualsiasi incentivo all'innovazione nel settore energetico, comportando un ritardo in settori chiave del progresso scientifico e tecnologico.
Allo stesso tempo, iniziarono le prime timide relazioni con la CEE e nell'ottobre 1974 il Comecon ricevette lo status di osservatore presso l'Organizzazione delle Nazioni Unite. 
L'aumento dei prezzi del petrolio nel 1973 portò ad un aumento del ruolo del settore delle materie prime nell'economia: il fatturato del commercio estero dell'URSS aumentò di 2,3 volte dal 1970 al 1975, mentre le esportazioni di carburante, che nel 1970 ammontavano al 15,6%, aumentarono nel 1987 al 46,5% (nel 1970 la quota delle esportazioni di macchinari e attrezzature era del 21,5%, scesa nel 1987 al 15,5%). Se la quota delle esportazioni delle risorse energetiche dei paesi Comecon era del 14,5% nel 1971-1975, nel 1979 era già salita al 58,8%. All'interno del mercato del Comecon, l'Unione Sovietica risultava come il principale importatore di beni.
Una seconda iniziativa importante per l'attuazione del Programma comprensivo venne presentata nel 1976 alla XXX sessione del Consiglio, quando fu presa la decisione di elaborare programmi a lungo termine per la cooperazione nei principali settori e sotto-settori. La sessione indicò una serie di obiettivi ai quali indirizzare i programmi mirati: "garanzia dei requisiti economici dei paesi membri Comecon per le tipologie di base di energia, combustibili e materie prime, lo sviluppo delle industrie di costruzione di macchine sulla base di un'intensa specializzazione e cooperazione nella produzione, l'adempimento delle richieste nazionali di generi alimentari di base e beni di consumo industriali, e la modernizzazione e lo sviluppo dei collegamenti di trasporto tra i paesi membri ". La XXXII sessione del Consiglio, tenutasi nel 1978, approvò programmi mirati per la cooperazione fino al 1990 nei primi due settori, nonché nell'agricoltura e nelle industrie alimentari. Questi programmi stabilivano gli impegni per la cooperazione multilaterale di cui i paesi membri dovevano tener conto al momento di elaborare i loro piani quinquennali per gli anni ottanta.
Alla fine degli anni settanta, i settori economici di tutti i paesi del Comecon, con l'eccezione di quello agricolo della Polonia, erano stati convertiti al sistema socialista. Gli stati membri avevano ristrutturato le loro economie per enfatizzare l'industria, i trasporti, le comunicazioni e l'offerta materiale e tecnica, riducendo la quota delle risorse destinate allo sviluppo agricolo. All'interno del settore industriale, gli stati membri dedicarono ulteriori fondi alla costruzione di macchinari e alla produzione di prodotti chimici. L'integrazione economica socialista portò alla produzione di beni in grado di competere sul mercato mondiale.

### Anni ottanta

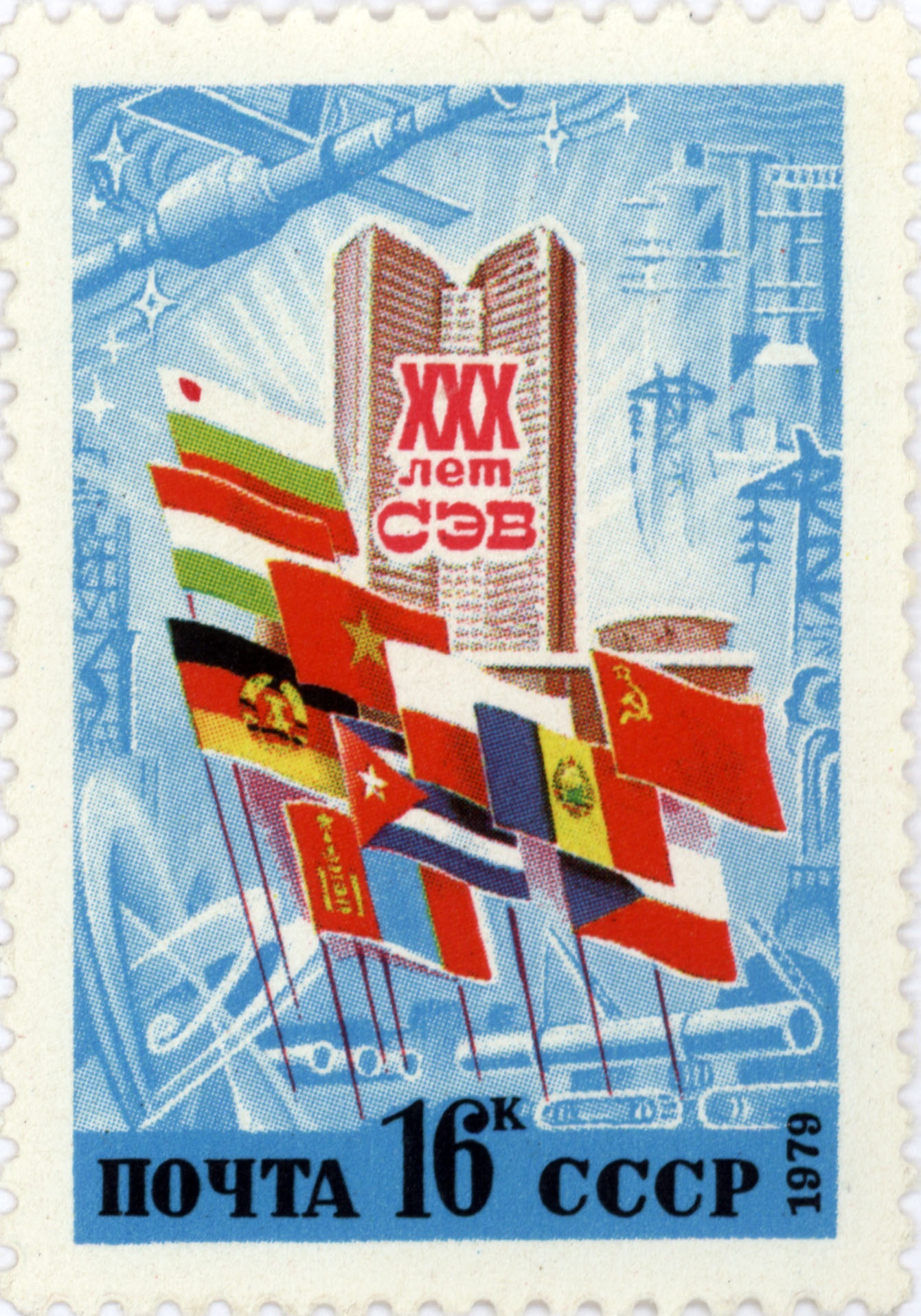
Francobollo sovietico del 1979 dedicato ai trent'anni del Comecon.

La maggior parte dei paesi del Comecon concluse i propri piani quinquennali del 1981-85 con una diminuzione dello sviluppo economico esteso, maggiori spese per il carburante e le materie prime e una minore dipendenza dall'Occidente per le importazioni di credito e di valuta forte. Nei primi anni ottanta, le relazioni economiche esterne ebbero un maggiore impatto sui paesi del Comecon rispetto agli anni precedenti. Quando fu esteso il credito ai paesi dell'Europa orientale, i creditori occidentali presumevano che l'Unione Sovietica avrebbe offerto un'assistenza finanziaria nel caso in cui si fossero presentate difficoltà di pagamento. Questo principio, da sempre respinto nel blocco orientale, si dimostrò inoperabile nel periodo successivo alla crisi polacca tra il 1979 e il 1982. Il forte aumento dei tassi di interesse in Occidente aveva portato il debito polacco a un livello eccessivamente alto, oltre l'importo che l'Unione Sovietica avrebbe potuto coprire. La conseguente carenza di liquidità che si verificò in tutti i paesi del Comecon nel 1981 li costrinse a ridurre le importazioni in valuta forte.
Negli anni ottanta, gli alti tassi di interesse e l'aumento del valore del dollaro statunitense sui mercati internazionali resero più oneroso il servizio del debito. Pertanto, la riduzione dell'indebitamento verso l'Occidente divenne una delle massime priorità dell'area del Comecon. Dal 1981 al 1985, i paesi europei del Comecon tentarono di promuovere la crescita più veloce delle esportazioni rispetto alle importazioni e cercarono di rafforzare il commercio interregionale, aumentare il surplus commerciale e ridurre l'indebitamento verso i paesi occidentali.
Nel frattempo, i volumi e le forme di cooperazione industriale all'interno del Comecon erano rimaste indietro rispetto ai livelli occidentali, e tale divario era accentuato dalla relativa arretratezza tecnico-scientifica. Insieme ad una significativa stagnazione nello scambio tra gli Stati del Comecon, iniziarono ad emergere altri problemi, tra i quali un crescente deficit di beni di alta qualità, un aumento degli squilibri dei valori ed una forte inerzia nella struttura commerciale interna.
Negli anni ottanta, le sessioni di Comecon si tenevano nel loro consueto programma annuale. I due incontri più importanti furono le sessioni speciali convocate a giugno 1984 e a dicembre 1985. Il primo vertice degli stati membri del Comecon in quindici anni si svolse con grande clamore dal 12 al 14 giugno 1984 a Mosca (la XXIII Sessione "speciale" dei paesi membri del Comecon). L'incontro fu svolto per discutere del coordinamento della strategia economica e degli obiettivi a lungo termine in vista delle "prospettive diverse e degli interessi contrari" che si erano sviluppati tra i membri Comecon a partire dal 1969. In particolare, i due obiettivi fondamentali dell'incontro furono quelli di rafforzare l'unità tra membri e di stabilire un legame più stretto tra la base di produzione, il progresso scientifico e tecnologico e la costruzione del capitale. Tuttavia, nonostante l'introduzione di proposte per migliorare l'efficienza e la cooperazione in sei aree chiave, gli analisti occidentali e alcuni orientali definirono l'incontro come anti-climatico e persino fallimentare.
L'URSS e i suoi alleati cercarono di reagire all'insorgere di fenomeni negativi nel commercio reciproco, adottando una serie di "programmi multilaterali" al fine di rilanciare e intensificare la cooperazione. In una riunione dei partiti comunisti a Sofia nell'autunno del 1985, il PCUS propose lo sviluppo di un programma di progresso scientifico e tecnologico per i Paesi del Comecon al fine di ridurre e successivamente eliminare il ritardo tecnico-scientifico. I tentativi del blocco orientale di collegarsi ai programmi di ricerca europei, in particolare al progetto EUREKA, fallirono e di conseguenza i Paesi socialisti dovettero fare affidamento sulle proprie forze. Allo stesso tempo, nel 1985 iniziarono nuovi colloqui con la CEE e l'anno successivo furono avviate le prime relazioni ufficiali tra le due organizzazioni.
Le idee e i risultati della sessione del 14 giugno furono elaborati nella XLI sessione straordinaria del Consiglio, tenutasi il 17 e il 18 dicembre 1985 a Mosca. L'incontro fu annunciato nella comunità dell'organizzazione come "uno degli eventi più memorabili nella storia del Comecon". Questa sessione speciale rappresentò il culmine di diversi anni di lavoro sul nuovo "Programma comprensivo per il progresso scientifico e tecnologico" e mirò a creare "una solida base per lavorare a un accordo e, in alcune aree, a una politica tecnico-scientifica unificata e per l'attuazione pratica, nell'interesse comune, dei risultati più grandi nel campo scientifico e tecnologico ".
Inizialmente, il Programma comprensivo per il progresso scientifico e tecnologico doveva essere ratificato nel 1986, ma i sovietici proposero una data precedente per consentire ai paesi del Comecon di incorporare i loro impegni per attuare il programma nei loro successivi piani quinquennali avviati nel gennaio 1986. Il programma prevedeva dei compiti importanti in cinque settori chiave: elettronica, sistemi di automazione, energia nucleare, sviluppo di nuovi materiali e biotecnologia. Cercò di rinforzare e modernizzare le economie degli stati membri per contrastare i vincoli sulla manodopera e sull'approvvigionamento di materiali. La necessità di passare a tecniche di produzione intensive all'interno di Comecon fu evidente dal fatto che dal 1961 al 1984 l'intensità materiale complessiva della produzione non era sostanzialmente migliorata. Il programma del 1985 fornì un quadro generale per la nuova direzione di sviluppo del Comecon ma i dettagli dovevano essere risolti tramite accordi bilaterali.
Nel novembre 1986 a Mosca, in una riunione dei principali leader del Comecon, il Segretario del PCUS Michail Gorbačëv affermò che era necessario attivare un "potente fattore di progresso" come una maggiore cooperazione tra i paesi socialisti. Osservò inoltre che "nella seconda metà degli anni settanta e all'inizio degli anni ottanta, lo sviluppo del sistema socialista mondiale ha rallentato", e ciò era stato evidenziato da informazioni statistiche. Di conseguenza, nel 1987 fu decisa la creazione di un mercato unico socialista: al fine di attuare la strategia di "mercato" adottata durante la XLIV Sessione del Comecon del 1988, venne formato un gruppo di lavoro ad interim all'interno del comitato esecutivo con lo scopo di preparare proposte concrete riguardo ai metodi e ai tempi delle trasformazioni pianificate del meccanismo di cooperazione. Tuttavia, la riforma del sistema delle relazioni economiche estere era ritenuto poco realistico se fossero state mantenute le economie pianificate, e la crisi della cooperazione economica reciproca all'interno del Comecon continuò ad acuirsi.
Nel 1988, il Comecon introdusse il sistema di certificazione SEPROREV, che differiva da quelli internazionali accettati in quanto, oltre ai requisiti di salute e sicurezza ambientale, attribuiva grande importanza ai parametri tecnici ed economici di alta qualità per i prodotti forniti ai paesi del Comecon.

### Rivoluzioni del 1989 e dissoluzione

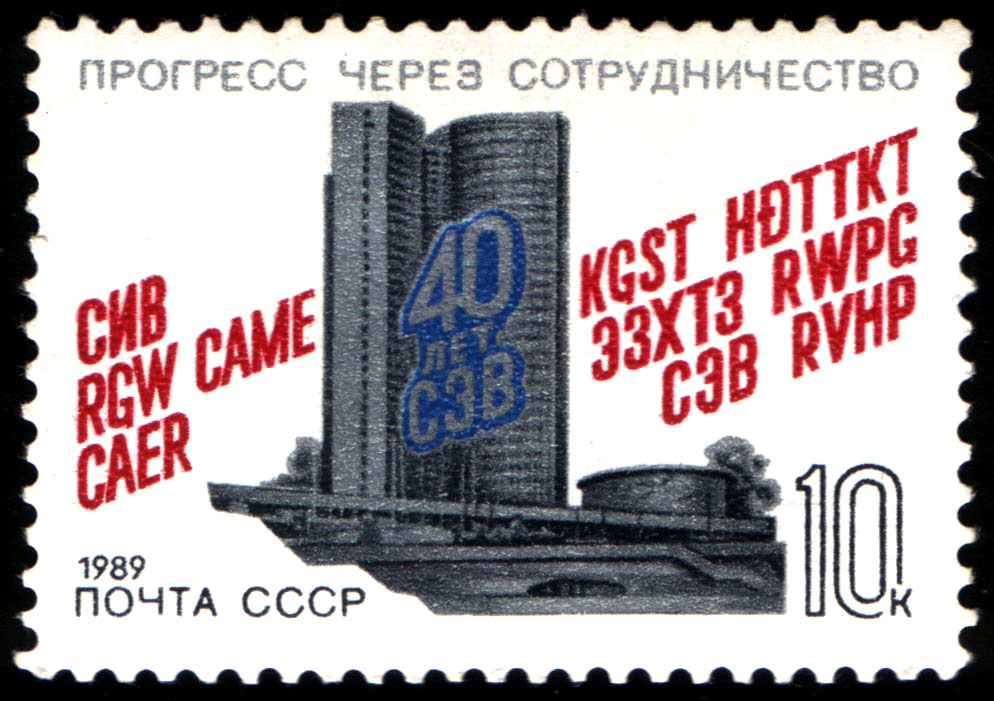
Francobollo sovietico del 1989 dedicato ai 40 anni del Comecon.

Con le rivoluzioni del 1989, i regimi socialisti di Polonia, Ungheria e Romania crollarono mentre quelli di Cecoslovacchia, Bulgaria e Germania Est ne uscirono fortemente indeboliti, cadendo successivamente nel 1990. I nuovi governi iniziarono a rivedere radicalmente i propri interessi economici e politici, orientandosi verso il capitalismo e un'apertura al mercato occidentale. Allo stesso tempo, iniziò una critica aperta al Comecon come organizzazione e come sistema di interazione economica.
(Valerij Najdenov, giornalista bulgaro)
Il 5 gennaio 1991, durante una riunione a Mosca del Comitato esecutivo del Consiglio di mutua assistenza economica, fu deciso di trasformare il Comecon in una Organizzazione per la cooperazione economica internazionale.
Il 28 giugno 1991 a Budapest, i rappresentanti di Bulgaria, Ungheria, Vietnam, Cuba, Mongolia, Polonia, Romania, URSS e Cecoslovacchia firmarono durante la XLVI riunione della sessione del Comecon un protocollo sullo scioglimento dell'organizzazione, ponendo fine al programma di integrazione economica socialista.
Alcune agenzie e istituzioni create all'interno del Comecon, come la Banca internazionale per la cooperazione economica, la Banca internazionale per gli investimenti e l'Intersputnik, hanno continuato ad operare anche nei decenni seguenti.